# Beaujeu (Rodan)
Beaujeu – miejscowość i gmina we Francji, w regionie Owernia-Rodan-Alpy, w departamencie Rodan.
Według danych na rok 1990 gminę zamieszkiwały 1874 osoby, a gęstość zaludnienia wynosiła 105 osób/km² (wśród 2880 gmin regionu Rodan-Alpy Beaujeu plasuje się na 461. miejscu pod względem liczby ludności, natomiast pod względem powierzchni na miejscu 606.).
Urodził się tu wikariusz apostolski Mongolii Florent Daguin CM.

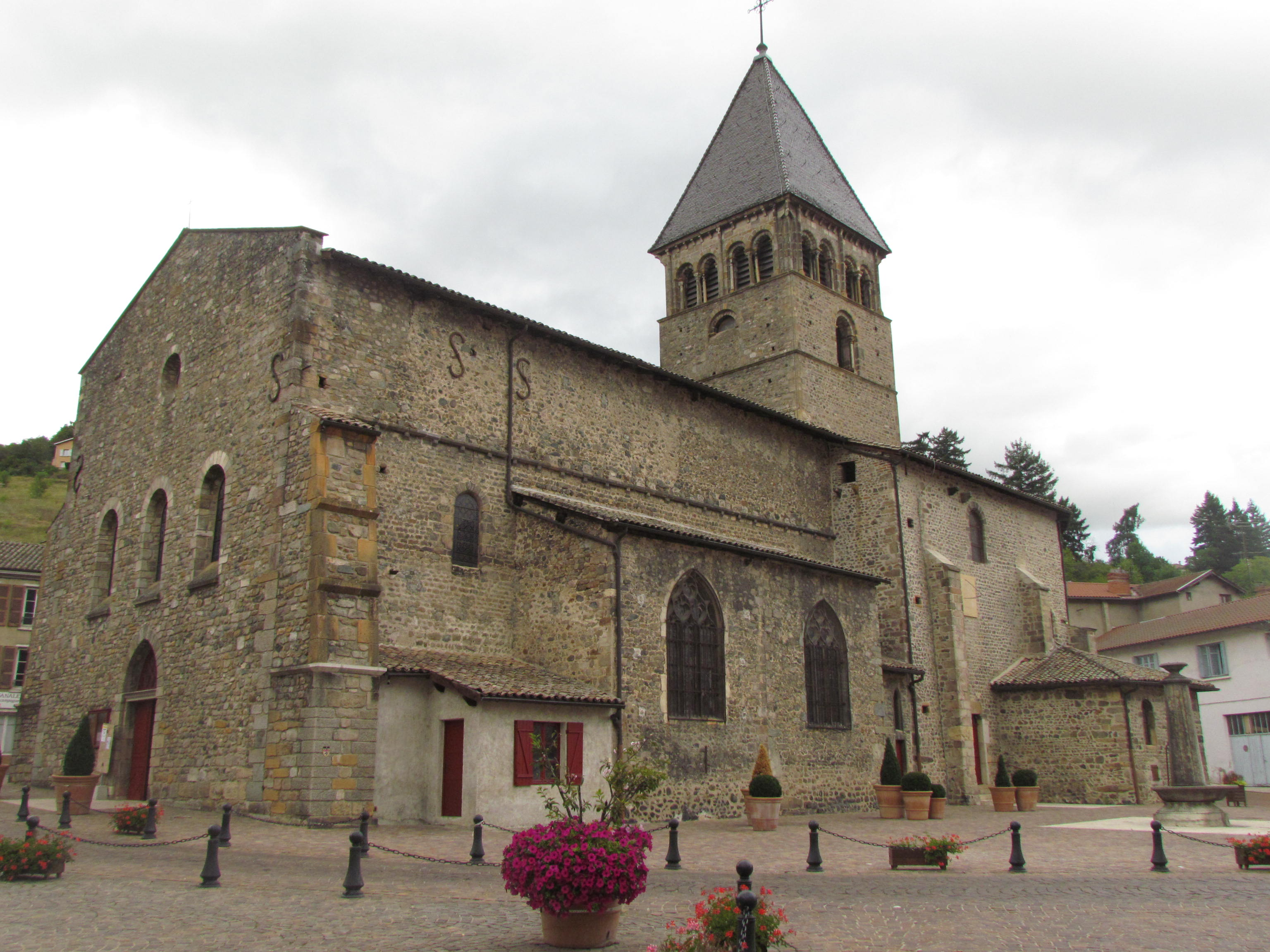
Kościół w Beaujeu, 2011